# Circondario di Terni
Il circondario di Terni era uno dei circondari in cui era suddivisa la provincia di Perugia.

## Storia
Con l'Unità d'Italia (1861) la suddivisione in province e circondari stabilita dal Decreto Rattazzi fu estesa all'intera Penisola. Il circondario di Terni fu creato come suddivisione della provincia di Perugia.
Nel 1897 il comune di Ferentillo, già appartenente al circondario di Spoleto, venne assegnato al circondario di Terni e all'omonimo mandamento.
Il circondario di Terni fu abolito, come tutti i circondari italiani, nel 1927, nell'ambito della riorganizzazione della struttura statale voluta dal regime fascista; il territorio circondariale venne incluso nella nuova provincia di Terni.

## Suddivisione
Nel 1863, la composizione del circondario era la seguente:
- mandamento I di Amelia
  - comuni di Alviano; Amelia; Attigliano; Giove; Guardea; Lugnano in Teverina; Penna in Teverina; Porchiano del Monte
- mandamento II di Narni
  - comuni di Calvi dell'Umbria; Narni; Otricoli
- mandamento III di Terni
  - comuni di Acquasparta; Arrone; Capitone; Castel di Lago; Cesi; Collescipoli; Collestate; Monte Castrilli; Montefranco; Papigno; Piediluco; Polino; Portaria; San Gemini; Stroncone; Terni; Torre Orsina